# M/S Akka

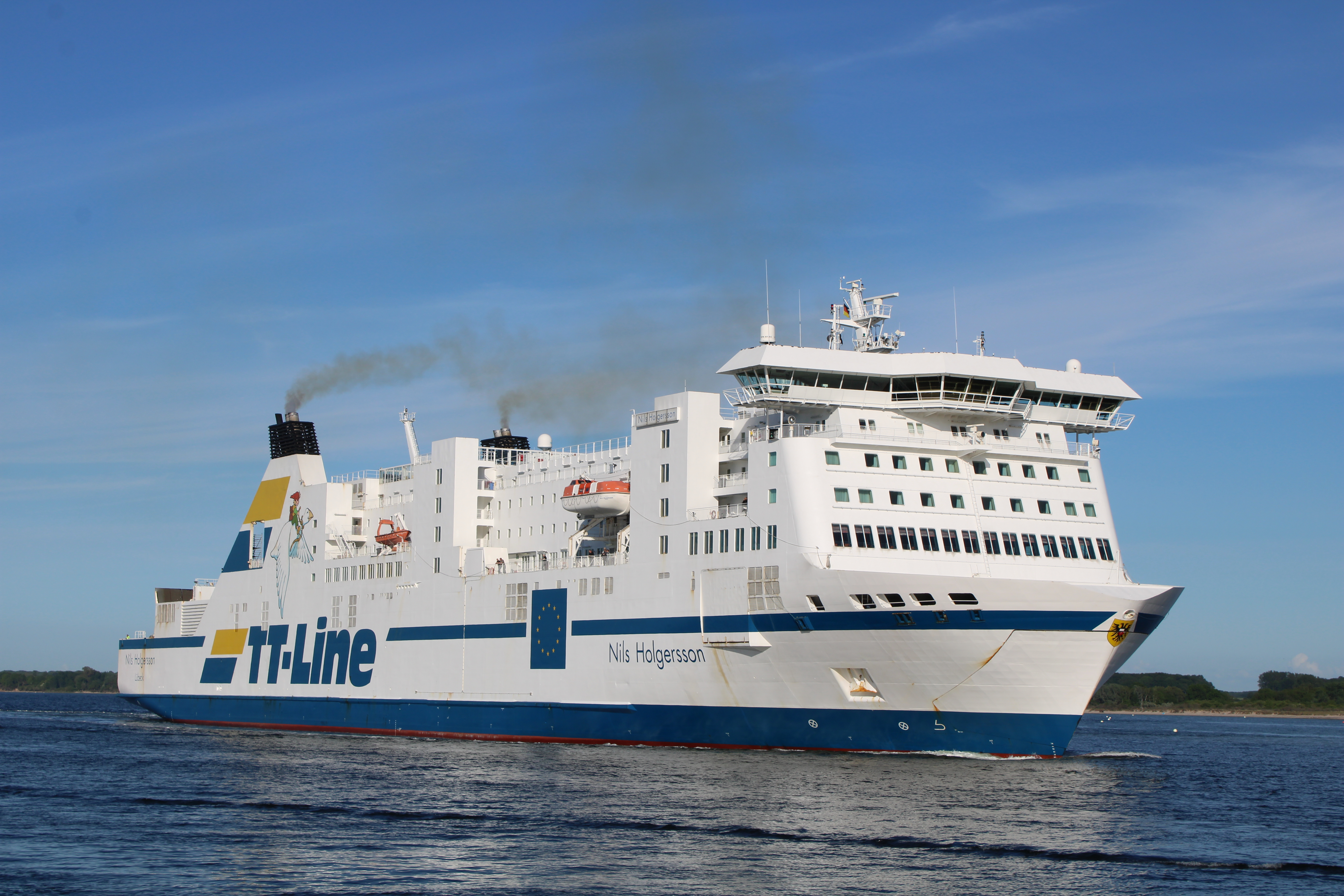
M/S Akka, då M/S Nils Holgersson, vid inloppet till Travemünde, 2020

M/S Akka, tidigare M/S Nils Holgersson, är ett tyskflaggat Ropaxfartyg på TT-Line, som trafikerar rutten Trelleborg–Travemünde, med hemmahamn i Lübeck. Fartyget byggdes 2000–2001 på SSW Fähr und Spezialschiffbau GmbH i Bremerhaven i Tyskland och levererades i juli 2001. Hon döptes då efter den fiktiva gestalten Nils Holgersson i Selma Lagerlöfs bok Nils Holgerssons underbara resa genom Sverige.

## Tekniska data
- Bredd på bildäck: 29,50 meter
- Lastförmåga: 7.200 ton
- Lastkapacitet: på 2.640 löpande Ib.-meter på tre lastdäck
- Restaurang: 290 platser
- Panorama Lounge/Bar: 80 + 108 sittplatser
- VIP-lounge: 20 sittplatser
- Video/bio: 45 sittplatser
- Arkad: 80 sittplatser
- Konferensrum: 40 sittplatser